# Kecamatan Karangmojo (distrikt i Indonesien, Yogyakarta)
Kecamatan Karangmojo är ett distrikt i Indonesien.   Det ligger i provinsen Yogyakarta, i den västra delen av landet, 500 km öster om huvudstaden Jakarta.